# دیوید وایت (قایقران روئینگ)
دیوید وایت (انگلیسی: David Wight; ۲۸ ژوئیه ۱۹۳۴ – ۹ نوامبر ۲۰۱۷) قایقران روئینگ اهل ایالات متحده آمریکا بود.
وی در مسابقات کشوری و بین‌المللی در مجموع برندهٔ ۱ مدال طلا شده‌است.